# Mostuea
Mostuea, biljni rod u porodici Gelsemiaceae iz tropskih krajeva Afrike i Južne Amerike. Postoji 10 priznatih vrsta.

## Vrste
1. Mostuea adamii Sillans
2. Mostuea batesii Baker
3. Mostuea brunonis Didr.
4. Mostuea hirsuta (T.Anderson ex Benth. & Hook.f.) Baill.
5. Mostuea hymenocardioides Hutch. & Dalziel
6. Mostuea microphylla Gilg
7. Mostuea muricata Sobral & Lucia Rossi
8. Mostuea neurocarpa Gilg
9. Mostuea rubrinervis Engl.
10. Mostuea surinamensis Benth.